# Kanada na Zimních olympijských hrách 1960
Kanada se účastnila Zimní olympiády 1960. Zastupovalo ji 44 sportovců (34 mužů a 10 žen) v 7 sportech.

## Medailisté
| Medaile | Jméno | Sport           | Soutěž            |
| ------- | --- | --------------- | ----------------- |
| Zlato   | Anne Heggtveitová | Alpské lyžování | Ženy slalom       |
| Zlato   | Barbara Wagnerová Robert Paul | Krasobruslení   | Sportovní dvojice |
| Stříbro | Bob Attersley Maurice Benoit James Connelly Jack Douglas Fred Etcher Robert Forhan Don Head Harold Hurley Ken Laufman Floyd Martin Robert McKnight Cliff Pennington Donald Rope Bobby Rousseau George Samolenko Harry Sinden Darryl Sly | Lední hokej     | Turnaj mužů       |
| Bronz   | Donald Jackson | Krasobruslení   | Muži jednotlivci  |

## Seznam všech zúčastněných sportovců
| Číslo | Jméno             | Pohlaví | Věk | Sport                             |
| ----- | ----------------- | ------- | --- | --------------------------------- |
| 1     | Verne Anderson    | Muž     | 22  | Alpské lyžování                   |
| 2     | Don Bruneski      | Muž     | 22  | Alpské lyžování                   |
| 3     | Jean-Guy Brunet   | Muž     | 20  | Alpské lyžování                   |
| 4     | Elizabeth Greene  | Žena    | 19  | Alpské lyžování                   |
| 5     | Nancy Greeneová   | Žena    | 16  | Alpské lyžování                   |
| 6     | Anne Heggtveitová | Žena    | 21  | Alpské lyžování                   |
| 7     | Nancy Holland     | Žena    | 18  | Alpské lyžování                   |
| 8     | Jean Lessard      | Muž     | 27  | Alpské lyžování                   |
| 9     | Frederick Tommy   | Muž     | 18  | Alpské lyžování                   |
| 10    | Clarence Servold  | Muž     | 32  | Běh na lyžích, severská kombinace |
| 11    | Irvin Servold     | Muž     | 27  | Běh na lyžích, severská kombinace |
| 12    | Wendy Griner      | Žena    | 15  | Krasobruslení                     |
| 13    | Donald Jackson    | Muž     | 19  | Krasobruslení                     |
| 14    | Maria Jelinek     | Žena    | 17  | Krasobruslení                     |
| 15    | Otto Jelinek      | Muž     | 19  | Krasobruslení                     |
| 16    | Donald McPherson  | Muž     | 14  | Krasobruslení                     |
| 17    | Robert Paul       | Muž     | 22  | Krasobruslení                     |
| 18    | Sandra Tewkesbury | Žena    | 18  | Krasobruslení                     |
| 19    | Barbara Wagner    | Žena    | 21  | Krasobruslení                     |
| 20    | Bob Attersley     | Muž     | 26  | Lední hokej                       |
| 21    | Moe Benoit        | Muž     | 26  | Lední hokej                       |
| 22    | Jim Connelly      | Muž     | 27  | Lední hokej                       |
| 23    | Jack Douglas      | Muž     | 28  | Lední hokej                       |
| 24    | Fred Etcher       | Muž     | 27  | Lední hokej                       |
| 25    | Bob Forhan        | Muž     | 23  | Lední hokej                       |
| 26    | Don Head          | Muž     | 26  | Lední hokej                       |
| 27    | Boat Hurley       | Muž     | 29  | Lední hokej                       |
| 28    | Ken Laufman       | Muž     | 28  | Lední hokej                       |
| 29    | Butch Martin      | Muž     | 30  | Lední hokej                       |
| 30    | Bob McKnight      | Muž     | 21  | Lední hokej                       |
| 31    | Cliff Pennington  | Muž     | 19  | Lední hokej                       |
| 32    | Don Rope          | Muž     | 31  | Lední hokej                       |
| 33    | Bobby Rousseau    | Muž     | 19  | Lední hokej                       |
| 34    | George Samolenko  | Muž     | 29  | Lední hokej                       |
| 35    | Harry Sinden      | Muž     | 27  | Lední hokej                       |
| 36    | Darryl Sly        | Muž     | 20  | Lední hokej                       |
| 37    | Larry Mason       | Muž     | 24  | Rychlobruslení                    |
| 38    | Ralf Olin         | Muž     | 34  | Rychlobruslení                    |
| 39    | Peggy Robb        | Žena    | 17  | Rychlobruslení                    |
| 40    | Doreen Ryan       | Žena    | 28  | Rychlobruslení                    |
| 41    | Johnny Sands      | Muž     | 26  | Rychlobruslení                    |
| 42    | Gerry Gravelle    | Muž     | 25  | Skoky na lyžích                   |
| 43    | Jacques Charland  | Muž     | 29  | Skoky na lyžích                   |
| 44    | Alois Moser       | Muž     | 29  | Skoky na lyžích                   |